# Christian Karembeu

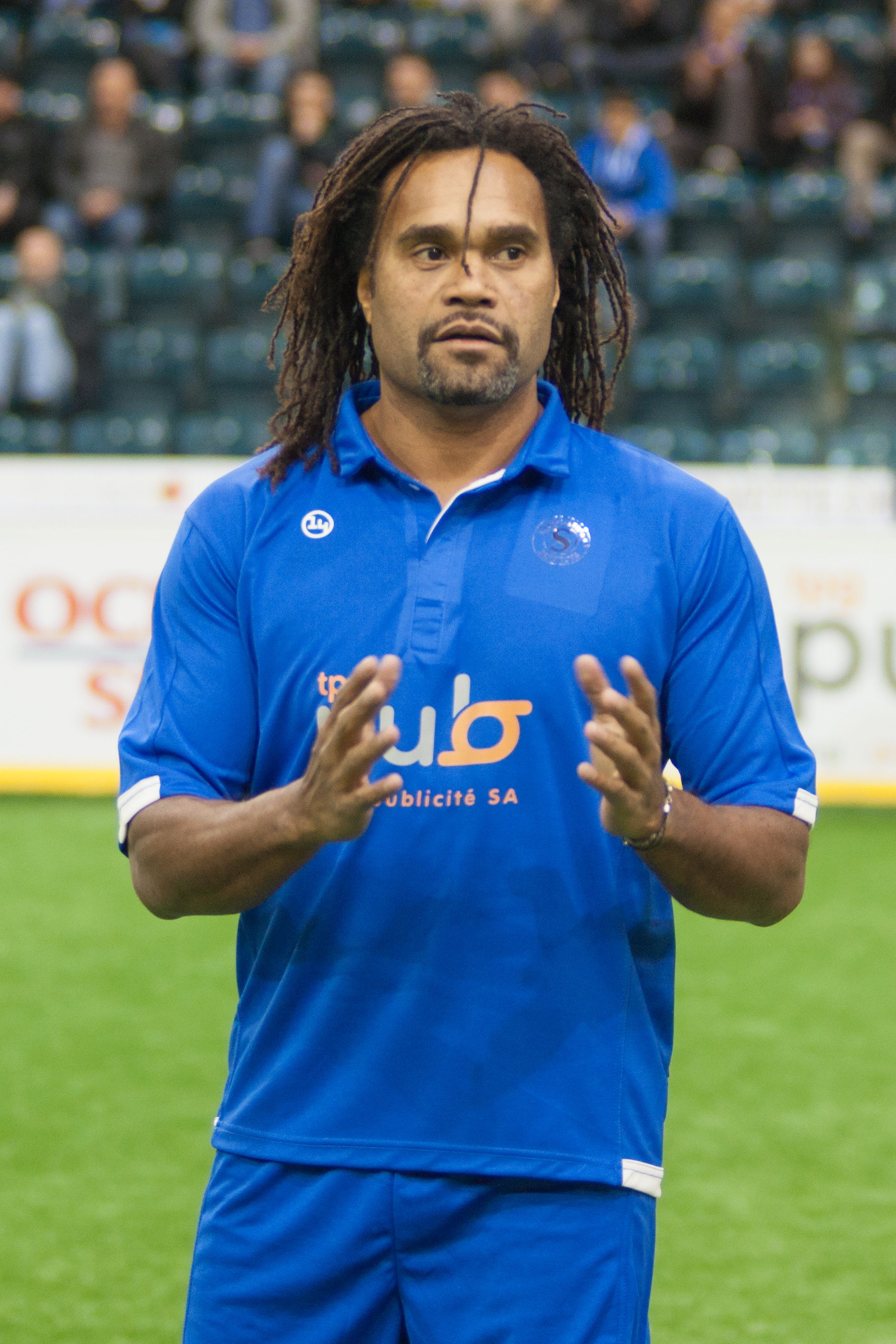
Christian Karembeu en 2014

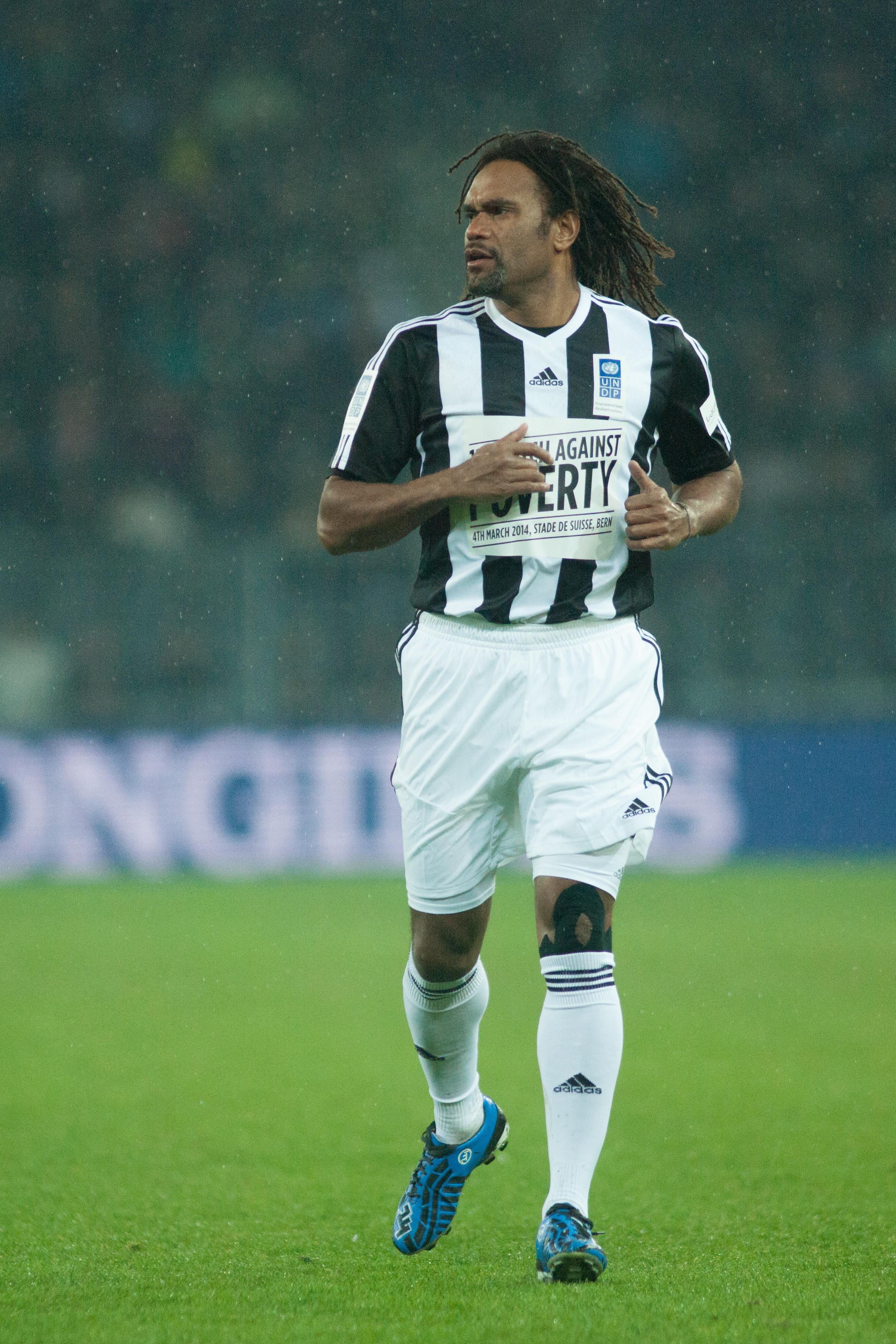
Karembeu durante un partido benéfico en 2014

Christian Karembeu (Lifou, islas de la Lealtad, 3 de diciembre de 1970) es un exfutbolista neocaledonio que durante su carrera representó a Francia internacionalmente. Se desempeñaba en la posición de mediocampista.
Tras dejar Nueva Caledonia para vivir en la Francia continental en 1988, comenzó a jugar en el FC Nantes, realizando su debut profesional en 1990. Acumuló más de 150 presentaciones y ganó la Ligue 1 94/95 con el club galo antes de ser transferido al Sampdoria de Italia en 1995. Alcanzó el apogeo de su trayectoria cuando firmó con el Real Madrid en 1997. Con el elenco español ganaría dos veces la Liga de Campeones de la UEFA y en una ocasión la Copa Intercontinental. Dejó el club en el año 2000 y luego de un corto paso por el Middlesbrough inglés ganó dos veces la Superliga de Grecia jugando para el Olympiakos. Luego de su estadía en el Servette y el SC Bastia se retiró en 2005.
Con la selección de Francia disputó 53 partidos y convirtió un gol entre 1992 y 2002. Durante ese lapso de tiempo fue parte de los planteles que ganaron la Copa Mundial de 1998, la Eurocopa 2000 y la Copa FIFA Confederaciones 2001.
Ha sido condecorado como el futbolista del año de Oceanía en 1995 y 1998, además de conseguir el segundo puesto en 1996 y el tercero en 1997, siendo el primer futbolista fuera de Australia y Nueva Zelanda en lograrlo. Fue el tercer mejor jugador del continente del siglo XX según la Federación Internacional de Historia y Estadística de Fútbol. En septiembre de 1998 recibió la Legión de Honor, otorgada por Jacques Chirac, por ese entonces presidente de Francia.

## Carrera

### Inicios y éxito con el Nantes
En 1985, a los 15 años de edad, Karembeu se mudó de Lifou, su ciudad natal, a Numea, capital de Nueva Caledonia para jugar en las divisiones inferiores del Gaïtcha FCN. Durante su paso por el club llamó la atención de los ojeadores del FC Nantes que decidieron contratarlo. Viajó a Francia el 11 de octubre de 1988 y rápidamente demostró sus habilidades, lo que le valió un lugar en la reserva del equipo, que disputaba la tercera división.
Logró aparecer por primera vez en el banco de relevos en los cuartos de final de la Copa de Francia 1990-91 en donde el Nantes venció al Stade Brestois. Finalmente, el 4 de mayo de 1991 realizó su debut profesional en la Division 1, primera división del fútbol francés, ante el Auxerre. Ese torneo el Nantes terminó decimoquinto en la tabla de posiciones.
De a poco fue consiguiendo un puesto en el equipo titular hasta que en la temporada 1994-95 se coronó campeón con los «Canarios», que lograron una racha de 32 partidos invictos, de la liga francesa. Sus actuaciones llevaron al Sampdoria a desembolsar 25 millones de francos para adquirir sus servicios. En 1995 sería nombrado por primera vez futbolista del año de Oceanía.

### Sampdoria
Arribó a la Sampdoria junto con el surinamés nacionalizado neerlandés Clarence Seedorf. Con el elenco italiano terminó octavo en la Serie A 1995-96, solo a dos puntos del Inter, último clasificado a la Copa de la UEFA. En la siguiente edición el neocaledonio y su club conseguirían clasificar a la competición europea. Al término de la temporada, el Real Madrid pagó 500 millones de pesetas por Karembeu.

### Títulos internacionales con el Real Madrid
Firmó con el Real Madrid en 1997 luego de solicitarlo de Jupp Heynckes, entrenador del elenco español. En la Liga de Campeones de la UEFA 1997-98 convirtió ante el Bayer Leverkusen y el Borussia Dortmund, mientras que el Madrid alcanzó la final. Disputada en el Ámsterdam Arena, Karembeu disputó el partido entero ayudando a la victoria de su club por 1-0 sobre la Juventus y a la séptima obtención del máximo torneo a nivel de clubes de Europa. Al final de ese año ganaría también la Copa Intercontinental 1998 frente al Vasco da Gama. Fue condecorado nuevamente como futbolista del año de Oceanía en 1998. Lentamente pasó de ser titular indiscutido a ocupar generalmente un lugar en el banco de suplentes. Volvió a ganar la Champions League en el año 2000 tras vencer el 24 de mayo al Valencia 3-0.

### Middlesbrough y Olympiakos
El Middlesbrough pagó 2,1 millones de libras esterlinas en el 2000 para adquirirlo. En la Premier League el club terminó 14.º a ocho puntos de la zona de descenso. Dejaría el club en 2001 luego de que el Olympiakos ofreciera por él 5,2 millones de euros.
Con el elenco de El Pireo ganaría la Alpha Ethniki, primera división de Grecia, en 2002 y 2003, mientras que en 2004 logró el subcampeonato. Llegaría a dos finales de la Copa de Grecia, pero nunca pudo ganarla.

### Servette, Bastia y fin de su carrera
Rechazó una oferta del Milán, decantándose por el Servette suizo, que lo contrató en 2004. El club tuvo problemas financieros que más adelante lo llevarían a descender, por lo que Karembeu firmó con el SC Bastia en 2005, donde terminó su carrera.

## Selección nacional
Al haber nacido en Nueva Caledonia, en ese entonces una colectividad de ultramar de Francia, Karembeu tuvo siempre pasaporte francés. Hizo su debut con la selección francesa el 14 de noviembre de 1992 en un encuentro de eliminatorias contra Finlandia para la Copa Mundial de 1994, a la que Francia no lograría clasificar. En 1994 ganó la Copa Kirin que incluía a Les Blues, Australia y Japón. Disputó la Eurocopa 1996 en la que su selección cayó en semifinales por penales ante República Checa.
El mayor éxito de su carrera internacional sería en el Mundial de 1998, en el cual Francia era organizador. Allí el seleccionado francés lograría el primer puesto en el grupo C luego de vencer a Sudáfrica, Arabia Saudita y Dinamarca. En los cuartos de final le ganó a Paraguay en tiempo extra, eliminó a Italia por penales en cuartos, batió a Croacia por 2-1 en semifinales para finalmente conquistar el título tras ganar la final ante Brasil 3-0. Más adelante logró también ganar la Eurocopa 2000 y la Copa FIFA Confederaciones 2001. Su último partido lo disputó el 17 de marzo de 2002 en una goleada por 5-0 de Francia a Escocia. En total, jugó 53 encuentros y marcó un solo gol, ante Rumania en 1995.

### Participaciones en Copas del Mundo
| Mundial                        | Sede    | Resultado |
| ------------------------------ | ------- | --------- |
| Copa Mundial de Fútbol de 1998 | Francia | Campeón   |

### Participaciones en Copa FIFA Confederaciones
| Copa                           | Sede                  | Resultado |
| ------------------------------ | --------------------- | --------- |
| Copa FIFA Confederaciones 2001 | Corea del Sur y Japón | Campeón   |

### Participaciones en Eurocopas
| Euro          | Sede                   | Resultado   |
| ------------- | ---------------------- | ----------- |
| Eurocopa 1996 | Inglaterra             | Semifinales |
| Eurocopa 2000 | Bélgica y Países Bajos | Campeón     |

## Estadísticas
| FC Nantes Francia | 1.ª           | 1990/91       | 4   | 0  | 1  | 0 | -  | - | 5   | 0  | 0.00 |
| FC Nantes Francia | 1.ª           | 1991/92       | 28  | 0  | 0  | 0 | -  | - | 28  | 0  | 0.00 |
| FC Nantes Francia | 1.ª           | 1992/93       | 35  | 2  | 6  | 1 | -  | - | 41  | 3  | 0.07 |
| FC Nantes Francia | 1.ª           | 1993/94       | 29  | 0  | 4  | 0 | 2  | 0 | 35  | 0  | 0.00 |
| FC Nantes Francia | 1.ª           | 1994/95       | 34  | 3  | 3  | 0 | 7  | 0 | 44  | 3  | 0.06 |
| FC Nantes Francia | Total club    | Total club    | 130 | 5  | 14 | 1 | 9  | 0 | 153 | 6  | 0.03 |
| Sampdoria · Italia | 1.ª           | 1995/96       | 32  | 5  | 2  | 0 | -  | - | 34  | 5  | 0,14 |
| Sampdoria · Italia | 1.ª           | 1996/97       | 30  | 1  | 0  | 0 | -  | - | 30  | 1  | 0.03 |
| Sampdoria · Italia | Total club    | Total club    | 62  | 6  | 2  | 0 | -  | - | 64  | 6  | 0.09 |
| Real Madrid · España | 1.ª           | 1997/98       | 16  | 0  | 2  | 0 | 5  | 3 | 23  | 3  | 0,13 |
| Real Madrid · España | 1.ª           | 1998/99       | 20  | 0  | 5  | 0 | 6  | 0 | 31  | 0  | 0.00 |
| Real Madrid · España | 1.ª           | 1999/00       | 15  | 0  | 8  | 0 | 8  | 1 | 28  | 1  | 0.03 |
| Real Madrid · España | Total club    | Total club    | 51  | 0  | 12 | 0 | 19 | 4 | 82  | 4  | 0.04 |
| Middlesbrough Inglaterra | 1.ª           | 2000/01       | 33  | 4  | 3  | 0 | -  | - | 36  | 4  | 0,11 |
| Middlesbrough Inglaterra | Total club    | Total club    | 33  | 4  | 3  | 0 | -  | - | 36  | 4  | 0,11 |
| Olympiakos · Grecia | 1.ª           | 2001/02       | 24  | 1  | 0  | 0 | 6  | 0 | 30  | 1  | 0.03 |
| Olympiakos · Grecia | 1.ª           | 2002/03       | 22  | 2  | 0  | 0 | 6  | 0 | 28  | 2  | 0.07 |
| Olympiakos · Grecia | 1.ª           | 2003/04       | 22  | 0  | 0  | 0 | 6  | 0 | 28  | 0  | 0.00 |
| Olympiakos · Grecia | Total club    | Total club    | 68  | 3  | 0  | 0 | 18 | 0 | 86  | 3  | 0.03 |
| Servette · Suiza | 1.ª           | 2004/05       | 12  | 0  | 0  | 0 | 2  | 0 | 12  | 0  | 0.00 |
| Servette · Suiza | Total club    | Total club    | 12  | 0  | 0  | 0 | 2  | 0 | 14  | 0  | 0.00 |
| SC Bastia Francia | 1.ª           | 2004/05       | 7   | 0  | 0  | 0 | -  | - | 7   | 0  | 0.00 |
| SC Bastia Francia | Total club    | Total club    | 7   | 0  | 0  | 0 | -  | - | 7   | 0  | 0.00 |
| Total carrera | Total carrera | Total carrera | 363 | 18 | 30 | 1 | 48 | 4 | 441 | 23 | 0.05 |
| (1) Incluye datos de la Coupe de France (1990-1995 y 2004-05), Coupe de la Ligue (1990-95 y 2004-05), TIM Cup (1995-1997), Copa del Rey (1997-2000), FA Cup (2000-2001), Worthington Cup (2000-01), Football Club OPAP (2002-2004) y Copa Swisscom (2004-2005) (2) Incluye datos de la Copa UEFA (1993-1995 y 2004-2005), Liga de Campeones de la UEFA (1997-2000 y 2001-2004), la Supercopa de Europa (1998) y Copa Mundial de Clubes de la FIFA (2000) (3) No incluye goles en partidos amistosos. |               |               |     |    |    |   |    |   |     |    |      |

## Palmarés

### Títulos nacionales
| Título              | Club       | País    | Año     |
| ------------------- | ---------- | ------- | ------- |
| Ligue 1             | FC Nantes  | Francia | 1994-95 |
| Superliga de Grecia | Olympiakos | Grecia  | 2001-02 |
| Superliga de Grecia | Olympiakos | Grecia  | 2002-03 |

### Títulos internacionales
| Título                       | Club                 | Sede                   | Año       |
| ---------------------------- | -------------------- | ---------------------- | --------- |
| Liga de Campeones de la UEFA | Real Madrid C. F.    | Países Bajos           | 1997-98   |
| Copa Mundial de Fútbol       | Francia              | Francia                | 1998      |
| Liga de Campeones de la UEFA | Real Madrid C. F.    | Francia                | 1999-2000 |
| Eurocopa                     | Francia              | Bélgica y Países Bajos | 2000      |
| Copa FIFA Confederaciones    | Selección de Francia | Corea del Sur y Japón  | 2001      |

### Distinciones individuales
| Distinción                        | Año  |
| --------------------------------- | ---- |
| Futbolista del año de Oceanía     | 1995 |
| Legión de Honor                   | 1998 |
| Futbolista del año de Oceanía     | 1998 |
| Mejor jugador de la Alpha Ethniki | 2002 |

## Vida privada

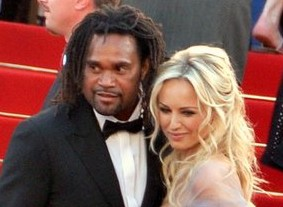
Christian junto con su exmujer, Adriana Karembeu, en 2010.

Tuvo una corta relación con una mujer que conoció en Nantes llamada Estelle. Con ella tuvo una hija, Ines Hudrenie Karembeu, nacida el 24 de mayo de 1995.
El 16 de abril de 1996 conoció a la modelo Adriana Sklenaříková en el Aeropuerto de Milán-Linate con quien se casó el 22 de diciembre de 1998. Se separaron el 9 de marzo de 2011.

### Relación con Nueva Caledonia
El canaco se negó siempre a cantar La Marsellesa, el himno nacional de Francia. Karembeu expresó al respecto que «se sentía neocaledonio y no francés, y que no entendía por qué el archipiélago no era un país independiente. Pero que le agradecía a Francia por haber sido una vitrina en la cual demostrar sus habilidades». Willy Karembeu, su bisabuelo, fue parte de una exposición en el Jardín de Aclimatación, zoológico de París, que incluía personas provenientes de colonias europeas en todo el Mundo y que tuvo lugar en 1931. En cuanto al fútbol, a pesar de ser un miembro fundador de la OFC, Nueva Caledonia fue aceptada por la FIFA recién en 2004.
En 1995 se mostró públicamente en contra de las pruebas nucleares que el gobierno francés llevaba a cabo en la Polinesia Francesa, otra dependencia ubicada en Oceanía y consiguió el apoyo de sus compañeros de la Sampdoria.